# Rudolf Siąkała
Rudolf Siąkała (ur. 5 lutego 1889 w Łodygowicach, zm. 1 lutego 1963 w Wałbrzychu) – żołnierz armii austriackiej, chorąży kawalerii Wojska Polskiego. Uczestnik I wojny światowej, wojny polsko-bolszewickiej i II wojny światowej. Kawaler Orderu Virtuti Militari.

## Życiorys
Urodził się 5 lutego 1889 w rodzinie Józefa i Anieli z d. Niklińska. Absolwent gimnazjum i szkoły przemysłowej.  
Zmobilizowany w 1911 do armii austriackiej, podczas I wojny światowej brał udział w walkach na froncie rosyjskim i włoskim. Od października 1918 w odrodzonym Wojsku Polskim jako żołnierz Armii Polskiej we Francji. Po powrocie do Polski w 2 pułku Strzelców Polskich, a następnie w 4 pułku strzelców konnych z którym brał udział w walkach wojny polsko-bolszewickiej.
Szczególnie zasłużył się 20 sierpnia 1920 podczas bitwy pod Białką Szlachecką k. Lwowa. Za odwagę w walkach został odznaczony Orderem Virtuti Militari.
Po wojnie żołnierz zawodowy 2 pułku strzelców konnych. Podczas kampanii wrześniowej walczył w szeregach Wołyńskiej Brygady Kawalerii. Po wojnie pracował m.in. w PCK.
Zmarł w 1963 w Wałbrzychu i tam też został pochowany.

## Życie prywatne
Żonaty od 1921 z Konstancją z. d. Podkowik. Troje dzieci.

## Odznaczenia
- Krzyż Srebrny Orderu Wojskowego Virtuti Militari nr 2756[2]
- Brązowy Krzyż Zasługi[2]